# محمد بركات (فلسطيني)
محمد محمد حسن بركات (22 يونيو 1984-11 مارس 2024) هو لاعب كرة قدم فلسطيني دولي، كان يلقب (بالأسد أو الأسطورة)، وكان أول لاعب مئة في تاريخ كرة القدم الفلسطينية حيث سجل بركات 114هدفاً لنادي شباب خان يونس، ولعب أخر مرة كما هجم لفريق أهل غزة الدوري لقطاع غزة.

## مسيرته
حقق بركات الفوزمع منتخب فلسطين في 2 مارس 2013 بفوزه 1–0 على بنغلادش في تصفيات كأس التحدي الآسيوي وهذا كان أول ظهور له، كما وفاز فريقه 9-0 على جزر ماريانا الشمالية في نفس البطولة بعد يومين ورغم ذلك لم يتم اختياره للعب في كأس التحدي الآسيوي 2014، وأخر ظهور له كان مع المنتخب الوطني في17 أبريل 2013 وفازوا بنتيجة 2-0 أمام قطر.

## وفاته
استشهد في 11 مارس 2024 خلال الحرب الفلسطينية الإسرائيلية، وكان يبلغ من العمر 39 عامًا، وعُثر على جثتة في منزله المدمر في خان يونس.

## روابط خارجية
- محمد بركات على موقع ناشيونال فوتبول تيمز (الإنجليزية)
- محمد بركات على موقع Soccerway.com (الإنجليزية)